# ソード オブ レジェンディア
『ソード オブ レジェンディア』は、バンダイナムコゲームスから発売が予定されていたWii用のロールプレイングゲーム。

## 概要
2006年9月14日にWiiと同時発売となるソフトや、各メーカーのそれ以降の発売予定タイトルが発表され、その中に本作の名前が含まれていた。同時に公開されたWiiソフトの開発者インタビューでは、バンダイナムコゲームスのユニットリーダーである吉積信が本作を開発中であると語った。
2007年に配布された冊子『Side-B・N Vol.21』では、本作品は『テイルズ オブ レジェンディア』の続編なのかという質問に対し、「テイルズ オブ シリーズ」ではないかも知れないが、『レジェンディア』と全く関係ないというわけでもないという回答がなされた。
2008年4月16日に公開された『テイルズ オブ ヴェスペリア』のインタビューでは、プロデューサーの郷田努が本作を担当しており開発中であること、本作が「テイルズ オブ シリーズ」には含まれないことを明らかにした。
2009年5月19日に公開された『FRAGILE 〜さよなら月の廃墟〜』のプロデューサーである川島健太郎へのインタビューにおいて、インタビュアーの「『FRAGILE』は元々『ソード オブ レジェンディア』だったか、それとも別物だったのか」という質問に対して、川島は全くの別物であり、プロジェクトが進行中の本作について情報を明らかにすることはできないと答えた。
2011年7月4日に公開された吉積信へのインタビューで、数年前にすでに発売中止となっていたことが明かされた。